# M320榴彈發射器
M320榴彈發射器模組（M320 Grenade Launcher Module，GLM）的設計起源於美軍要求以新的單發40毫米榴彈發射器以替換M203榴彈發射器。
2006年，成功中標的黑克勒-科赫提供其設計的XM320給美軍試驗（X代表試驗型号（experimental）），完成試驗後改稱為M320，據ArmyTimes的消息指M320在2008年9月正式投產。

## 設計

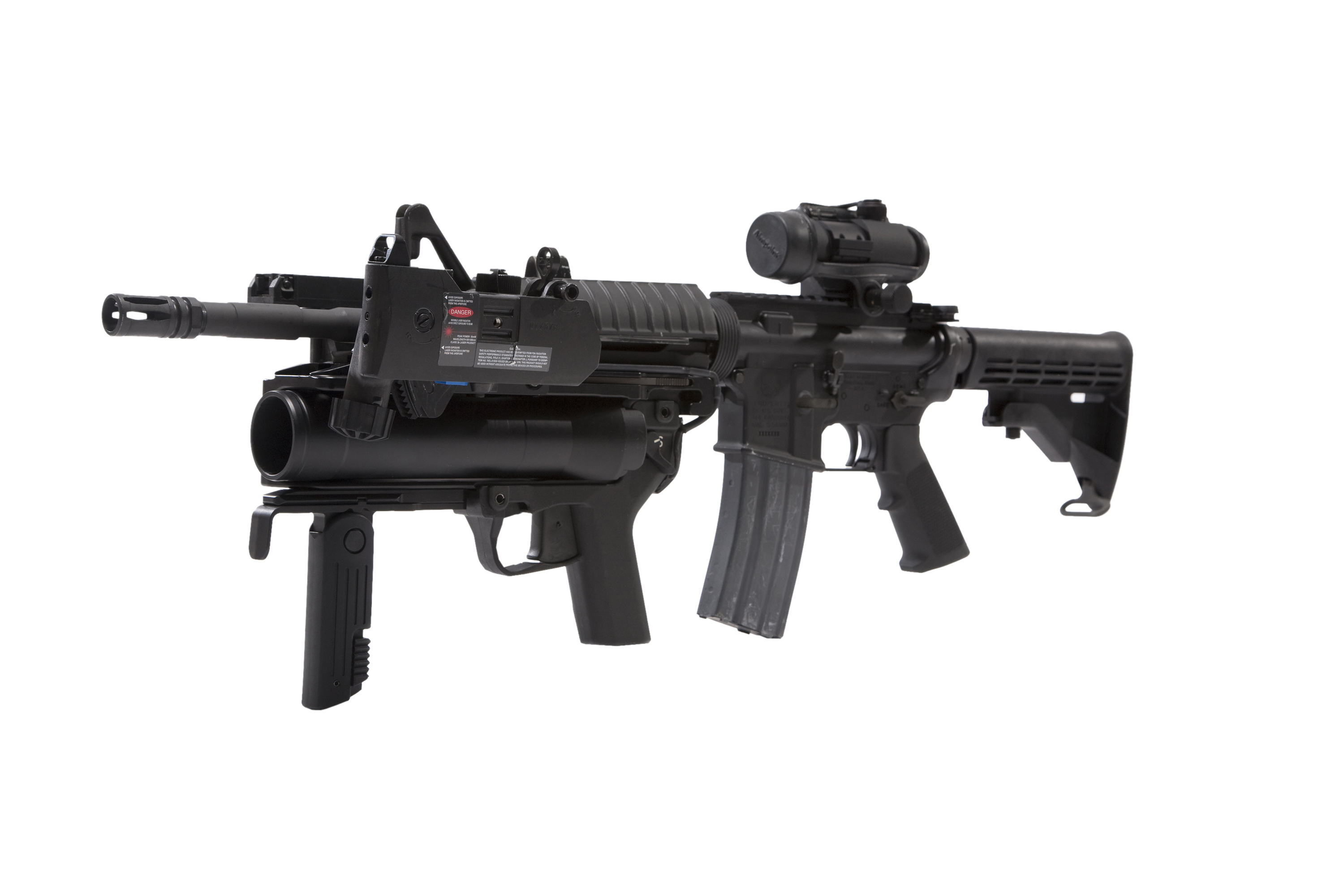
裝上M320的M4卡賓槍。

M320與M203的運作原理相似，以下是H&K工程師指出後期設計的改進：
- M320設計基於H&K的AG36榴彈發射器（下掛於HK G36），但不完全相同，M320下掛於槍管底下，AG36則安裝在護木下。
- 和M203一樣，XM320可安裝在M16突擊步槍、M4卡賓槍和XM8突擊步槍（XM8項目已取消）系列上，位於槍管底下、彈匣前方
- M320擁有整體式握把，無須以彈匣充當握把
- M320的瞄準標尺在护木側邊（可選擇裝在左側或右侧），安装時不須重新校正，加快步槍安装榴彈發射器的時間，也可於步槍損壞時拆下作緊急射擊。还可安装LLM（Laser light module）激光指示瞄准器。
- M320的彈膛向左打開，可發射M203、M79的所有彈藥，例如高爆彈、人員殺傷彈、煙霧彈、照明彈、訓練彈、非致命彈藥，甚至新型的長身彈藥和高壓彈藥（後兩者M79、M203皆無法發射）
- M320擁有雙動扳機及兩邊可操作的安全制，比M203更靈活
- 目前獨立使用版的M320配有火控系統及類似MP7的開合式前握把[2]

## 用戶
- 阿富汗
- 香港
  - 香港警務處特別戰術小隊[3]

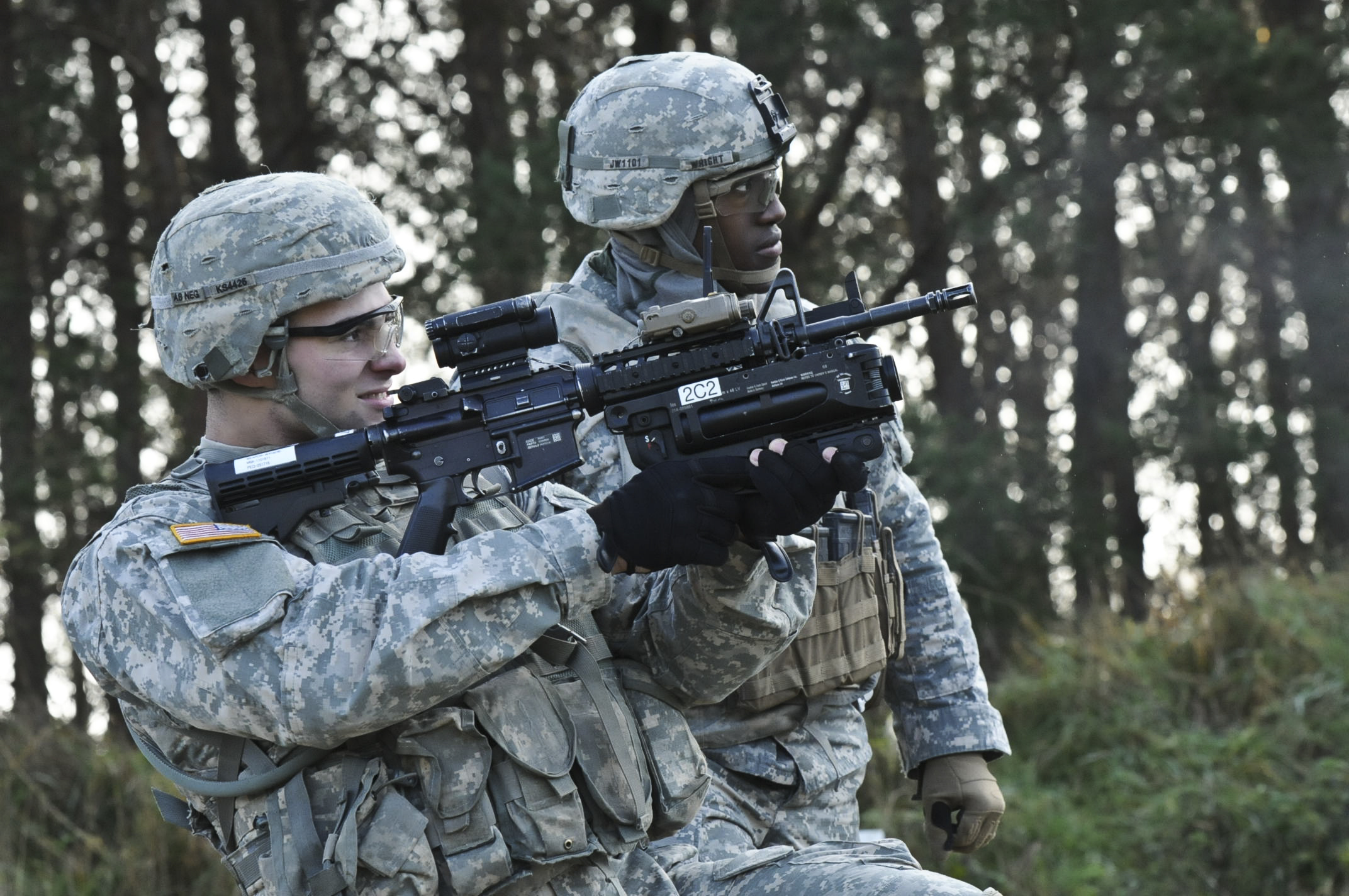
美軍士兵使用裝上M320的M4卡賓槍。

- 匈牙利－下掛於匈牙利軍隊的AK-63突擊步槍上。
- 以色列
- 挪威－下掛於挪威國防軍的HK416突擊步槍上。
- 菲律賓
- 沙烏地阿拉伯
- 乌克兰—2022年俄羅斯入侵烏克蘭期間由美國供應。
- 美国－下掛於美國陸軍與美國海軍陸戰隊的M16突擊步槍及M4卡賓槍上。

## 流行文化

### 電子遊戲
- 2009年—《美國陸軍三》[4]
- 2010年—：作为默认配件下掛于XM8突击步枪之上，单人模式及多人模式中均可使用。
- 2011年—：聯機模式和生存模式中作為改裝配件登場，能夠下掛在遊戲內多款突擊步槍之上，包括：SCAR-L、CM901、95式、G36C、ACR 6.8、MK14和FAD。另外遊戲內亦存在著獨立使用型，在戰役模式及特種作戰模式中由美國陸軍三角洲部隊所使用。在聯機模式則於等級64解鎖，沒有任何可使用的改裝。其榴彈無法在近距離引爆，但直接命中要害仍可擊殺對方。
- 2011年—：作为北约系列突击步枪的可选下挂武器，有榴弹、烟雾弹、霰弹、LVG（Low Velocity Grenade：低速榴弹）四种弹药可选。若主武器没有选择下方战术导轨，M320则自动变为独立发射式，切换速度较下挂式略慢。其榴彈無法在近距離引爆。
- 2012年—：作為突擊步槍的改裝配件登場，亦存在著獨立使用型。
- 2012年—：作為改裝配件登場，能夠下掛於除AN-94以外的突擊步槍之上（戰役模式及殭屍模式獨有的突擊步槍除外）。其榴彈無法在近距離引爆，但直接命中要害仍可擊殺對方。
- 2013年—：作为北约系列突击步枪的可选下挂武器，有榴弹、烟雾弹、霰弹、LVG（Low Velocity Grenade：低速榴弹）、FB（Flashbang：闪光弹）五种弹药可选。若主武器没有选择下方战术导轨，M320则自动变为独立发射式，切换速度较下挂式略慢，單人模式中則可由主角丹尼爾·雷克所使用。其榴彈無法在近距離引爆。另有一種參考金屬風暴推出的3GL榴彈發射器，命名為“M320 3GL”的虛構武器，奇怪地能夠一發榴彈發射三次。
- 2013年—：命名为「MX 3GL」，下掛在「MX 6.5MM」自动步枪（原型为波兰产的MSBS）之上，由驻扎在欧洲的美国陆军部队所使用。
- 2015年—：獨立使用型命名為「M320」，只在聯機模式登場，由執法機關機械師（Mechanic）所使用。其榴彈能夠在近距離引爆。
  - 發射催淚彈的版本能夠由執法機關操作者（Operator）所使用。
- 2015年—：由聯邦調查局特種武器和戰術部隊幹員Ash作為爆破工具所使用，命名為「M120 CREM」。
- 2019年—《明日方舟》：來自《虹彩六號：圍攻行動》的狙擊幹員Ash使用技能「攻堅榴彈」時，拿出的是以本武器為原型的「M120 CREM」發射標誌性的破牆彈。
- 2021年—《嚴陣以待》：命名為“M320”。
- 2021年—《蔚藍檔案》：花岡柚子的固有武器「喵's Dash」原型。

### 輕小說
- 2014年—《刀劍神域外傳Gun Gale Online》：由TS小隊所使用。

## 參考

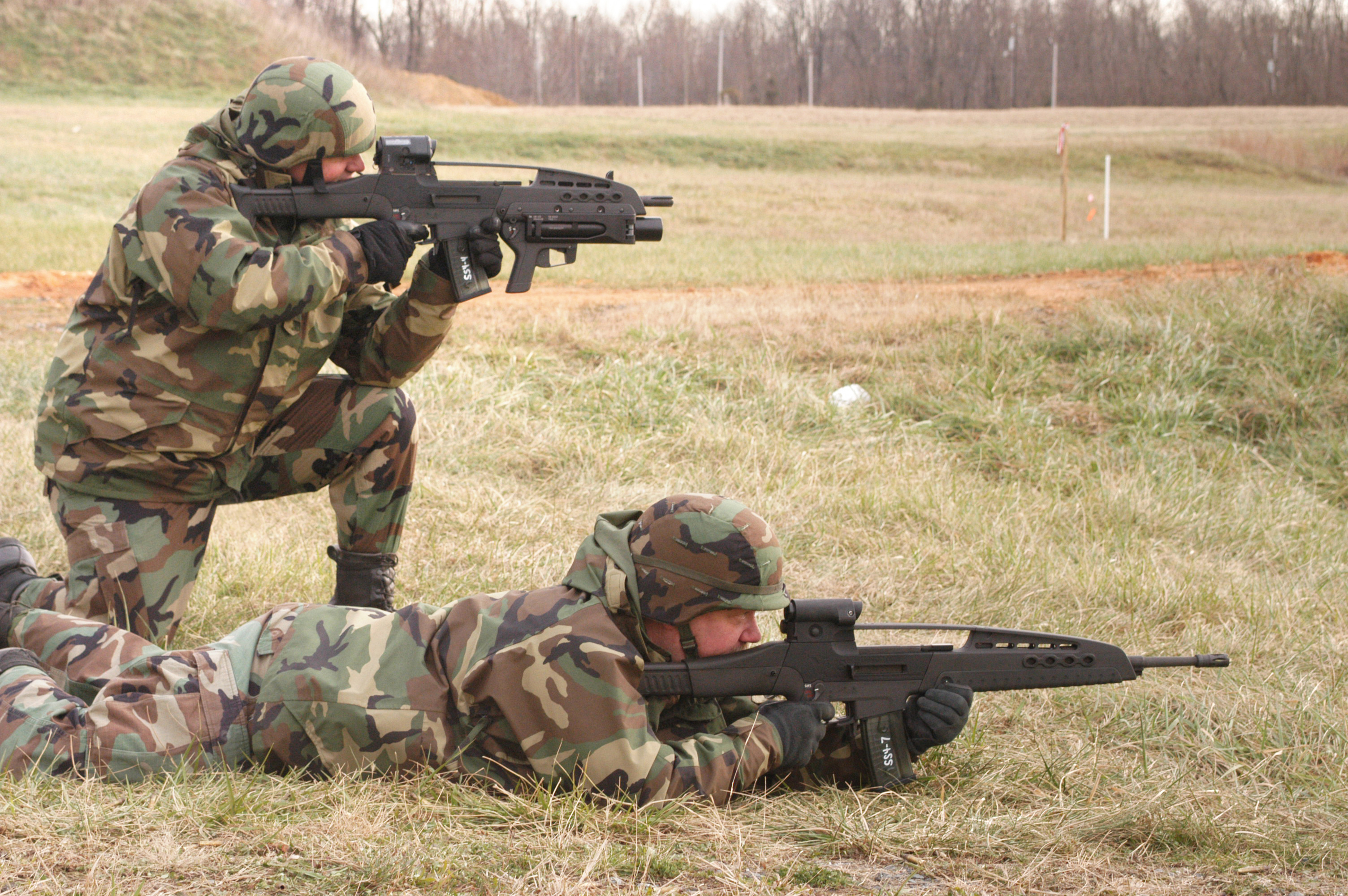
美軍士兵使用裝上M320的XM8突擊步槍（注意圖片下方的XM8為精確射手型）。

## 外部連結
- （英文）—Nazarian`s Gun`s Recognition Guide（页面存档备份，存于）
- （英文）—XM320 40 mm Grenade Launcher Module (GLM) Fact sheet
- （英文）—AG36 / AG-C / EGLM / XM320 grenade launcher page on Modern Firearms site（页面存档备份，存于）
- （英文）—M320 on GlobalSecurity.org（页面存档备份，存于）
- （英文）—XM320 page on HK USA site
- （中文）—槍炮世界—AG36／AG-C EGLM榴弹发射器—M320 GLM（页面存档备份，存于）